# Нігка
Ні́гка (ест. Nihka küla) — село в Естонії, у волості Ляене-Ніґула повіту Ляенемаа.

## Населення
Чисельність населення на 31 грудня 2011 року становила 13 осіб.

## Географія
Поблизу населеного пункту проходить автошлях 16103 (Рідала — Ніґула).

## Історія
Під час адміністративної реформи 1977 року село Нігква (Nihkva küla) було ліквідовано, а його територія відійшла до сусідніх сіл. З 1998 року село відновлено як окремий населений пункт під назвою Нігка.
До 27 жовтня 2013 року село входило до складу волості Таебла.